# Ernest Borel
Ernest Borel is een Zwitsers horlogemerk dat werd opgericht in 1856 en is gevestigd in Le Noirmont in het kanton Jura.

## Omschrijving
Het horlogemerk Ernest Borel werd in 1856 opgericht in Neuchâtel. In de 19e eeuw won het merk verschillende prijzen, waaronder de eerste prijs in een nauwkeurigheidscompetitie in Neuchâtel in 1866. Het merk is reeds lang gericht op de exportmarkten buiten Europa. De nauwkeurigheid van de tijdsaanduiding beschouwde men als een belangrijk element in de marketingstrategie van het merk.
In de loop der jaren verhuisde het hoofdkwartier van Ernest Borel naar La-Chaux-de-Fonds in het kanton en Neuchâtel later naar Le Noirmont in het kanton Jura.
De aandelen van Ernest Borel worden verhandeld op de Hong Kong Stock Exchange.